# Xerochrysum bracteatum
Espèce
Xerochrysum bracteatum, l'immortelle à bractées, est une espèce de plantes à fleurs dicotylédones de la famille des Asteraceae, sous-famille des Asteroideae, originaire d'Australie.
Décrite par Étienne Pierre Ventenat en 1803, sous le nom d'Helichrysum bracteatum, cette espèce est restée connue sous ce nom pendant de nombreuses années avant d'être reclassée dans un nouveau genre, Xerochrysum, en 1990. C'est une plante ligneuse ou herbacée, vivace ou annuelle ou un arbuste pouvant atteindre un mètre de haut, à feuillage vert ou gris. Les capitules jaunes ou blancs dorés s'épanouissent du printemps à l'automne. Leur caractère distinctif est constitué par les bractées papyracées qui ressemblent à des pétales. L'espèce est répandue et pousse dans divers habitats dans toute l'Australie, des marges de la forêt tropicale aux déserts et aux régions subalpines. L'immortelle dorée sert de nourriture à diverses larves de lépidoptères (chenilles), et les papillons adultes, les syrphes, les abeilles indigènes, les petits coléoptères et les sauterelles butinent les capitules.
L'immortelle dorée s'est avérée très adaptable en culture comme plante ornementale. Elle a été propagée et sélectionnée en Allemagne dans les années 1850, et des cultivars  annuels dans une multitude de formes et de couleurs allant du blanc au bronze en passant par les fleurs violettes ont été obtenus. Beaucoup d'entre eux sont encore vendus en paquets de semences mélangées. En Australie, de nombreux cultivars sont des arbustes pérennes, qui sont devenus des plantes de jardin populaires. Des formes plus robustes à longue tige sont utilisées commercialement pour la production de fleurs coupées.

## Étymologie
Le nom générique, « Xerochrysum »,  est dérivé des termes grecs, ξηρός (xeros), « sec » et χρυσός (chrysos), « doré », en référence aux caractères distinctifs des bractées.
L'épithète spécifique, « bracteatum »,  est un adjectif de latin botanique  qui fait référence aux bractées papyracées (souvent appelées à tort « pétales ») des capitules.

## Description

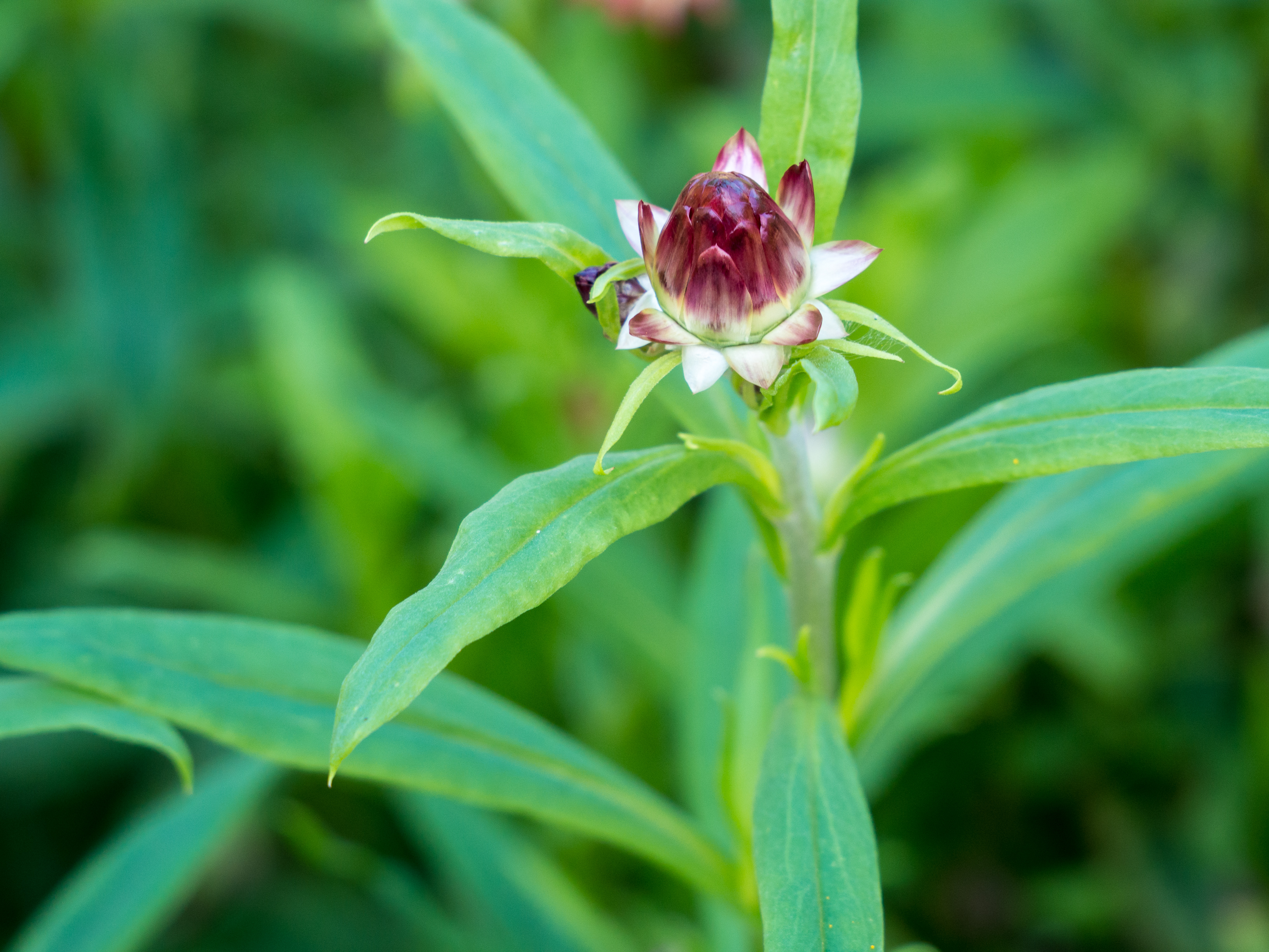
Plante feuillue et capitule en bouton.

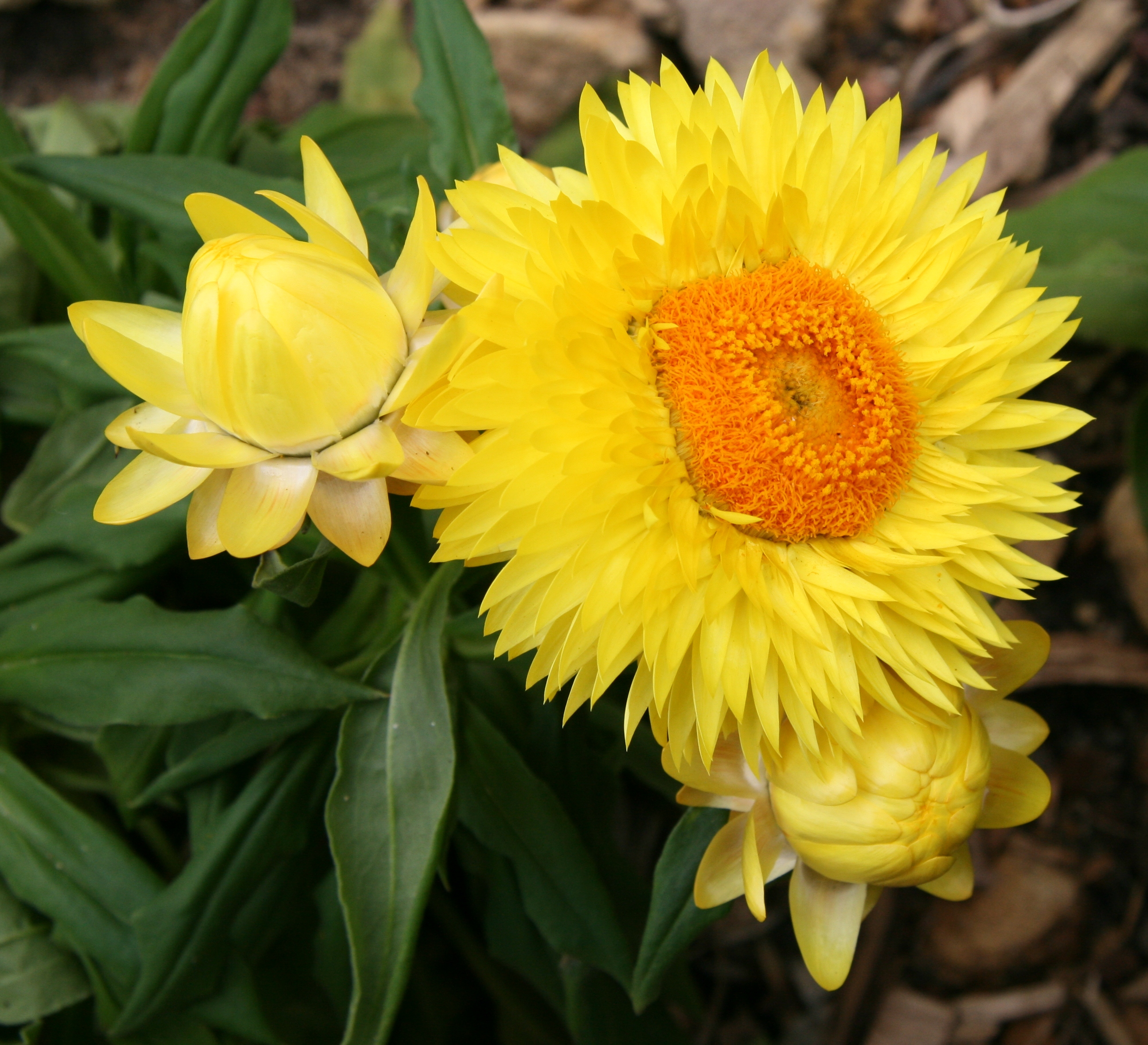
Capitule du cultivar, 'Strawburst Yellow', sélectionné en Californie.

Xerochrysum bracteatum est une plante herbacée vivace, parfois annuelle, à tige simple ou rarement ramifiée à la base. Généralement à port dressé, pouvant atteindre une hauteur de 20 à 80 cm, elle peut avoir un port prostré dans les zones exposées telles que les falaises côtières. Les tiges vertes sont rugueuses et couvertes de poils fins, et sont plus robustes que celles des autres espèces du genre. Les feuilles, mesurant de 1,5 à 10 cm de long sur 0,5 à 2 cm de large, présentent un limbe de forme  sont lancéolées, elliptique, ou oblancéolée. Elles sont également couvertes de poils arachnéens. 
Les inflorescences  sont des capitules de  3 à 7 cm  de diamètre, portés par des pédoncules s'élevant nettement au-dessus du feuillage. Parfois, une seule tige peut porter plusieurs capitules. Comme chez toutes les Asteraceae, les inflorescences elles sont composées d'un disque central qui contient un certain nombre de petites fleurs individuelles, connu sous le nom de fleurons, qui reposent directement sur une partie élargie de la tige connue sous le nom de réceptacle floral.
Autour du disque central se trouve un involucre composé de  bractées, feuilles modifiées qui, dans le genre Xerochrysum comme chez la plupart des Gnaphalieae, sont en forme de pétales, rigides et papyracés. Disposées en rangées, ces bractées s'enroulent et enferment les fleurons, les protégeant avant la floraison. Ils donnent l'impression d'une corolle brillante et jaune autour du disque. Les bractées intermédiaires sont parfois blanches, tandis que les externes sont plus pâles et souvent striées de rougeâtre ou de brun. Chez certains cultivars, on peut trouver une plus grande diversité de couleurs. Ces bractées sont papyracées et sèches, ou scarieuses, avec une faible teneur en eau, contrairement aux feuilles ou aux pièces florales chez d'autres plantes. Elles sont constituées de cellules mortes, ce qui est inhabituel en ce sens qu'elles ont une paroi cellulaire avec une couche primaire fine et une couche secondaire épaisse, caractéristique que l'on ne trouve que dans le sclérenchyme (tissu de soutien) ou dans des tissus structuraux, et non dans des tissus floraux ou foliaires.
Les fleurons individuels sont jaunes. Ceux des régions externes du disque sont des fleurons femelles, tandis que ceux du centre sont bisexués. Les fleurons femelles n'ont pas d'étamines et n'ont qu'une très courte corolle tubulaire entourant le pistil qui se divise pour former deux stigmates, tandis que les fleurons bisexués ou hermaphrodites ont une corolle plus longue et (comme chez pratiquement tous les membres de la famille) cinq étamines soudées au niveau des anthères, le pistil émergeant au centre. La corolle jaune et le pistil, surmontant l'ovaire qui contient un seul ovule,  sont entourés par le pappus, calice très modifié des Asteraceae, composé d'un certain nombre de soies rayonnant autour des fleurons. De couleur jaune, ils persistent et on pense qu'ils aident à la dispersion par le vent du  fruit long de 3 mm. Le fruit, brun et lisse, connu sous le nom de cypsèle, mesure 2 à 3 mm de long porte le pappus rayonnant à une extrémité.

### Espèces voisines

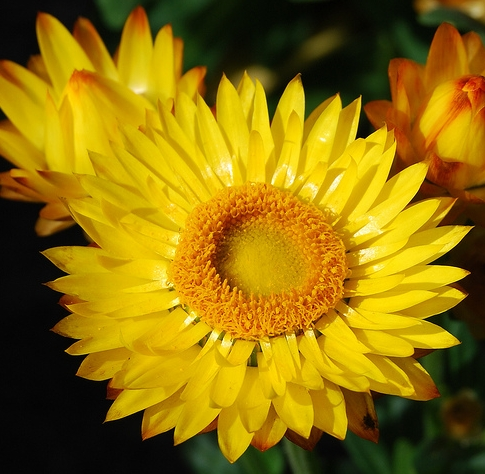
Xerochrysum bicolor.
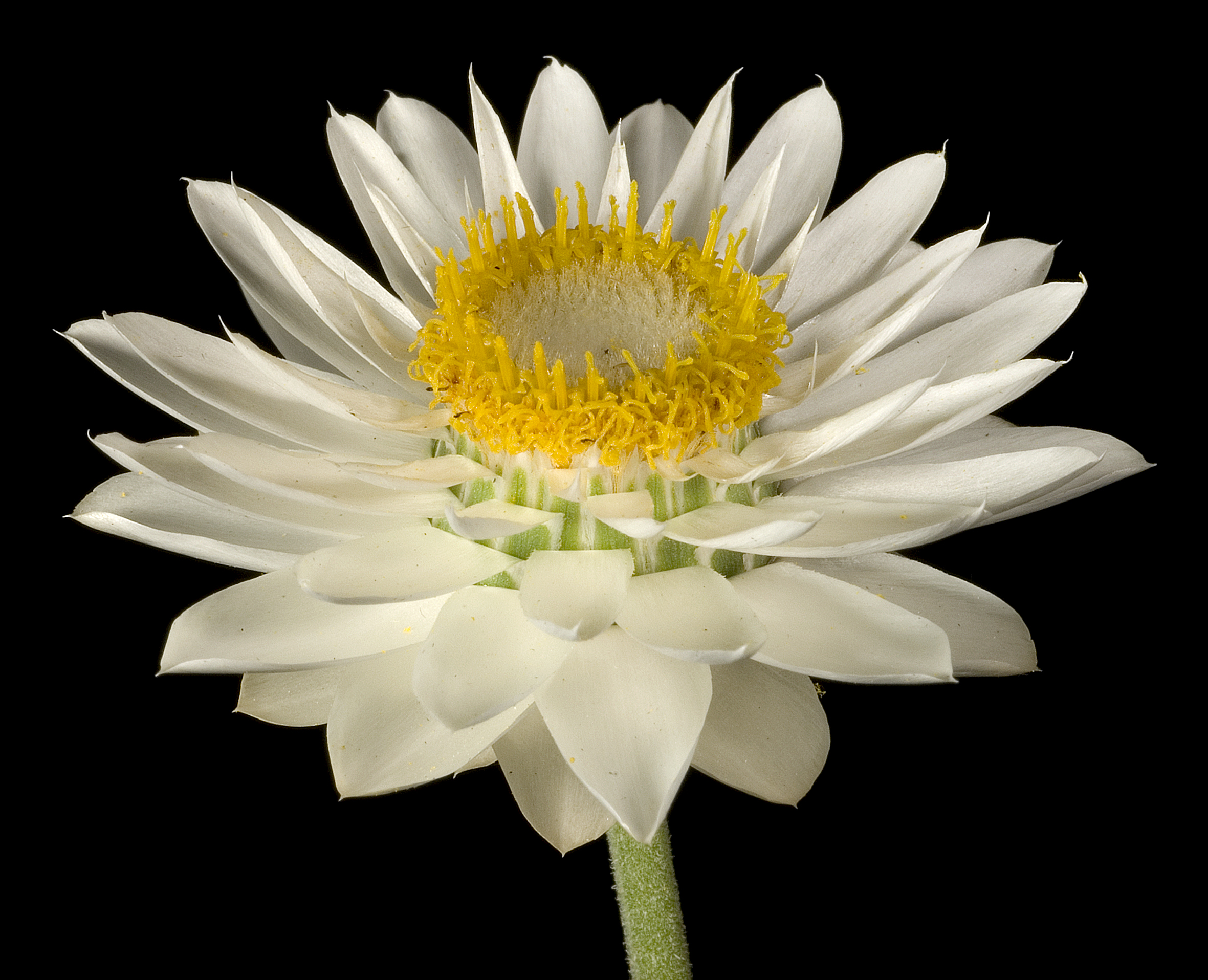
Xerochrysum macranthum.
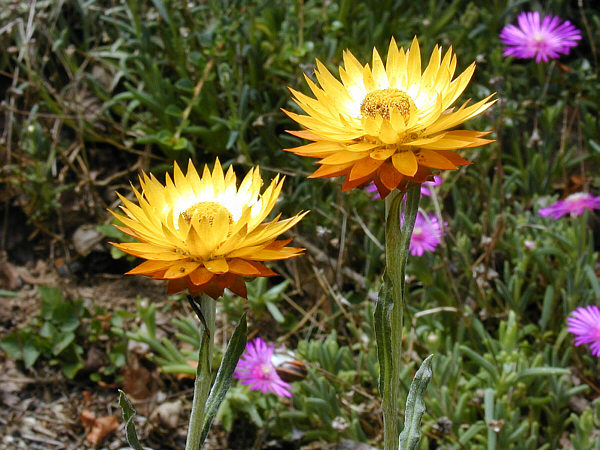
Xerochrysum subundulatum.
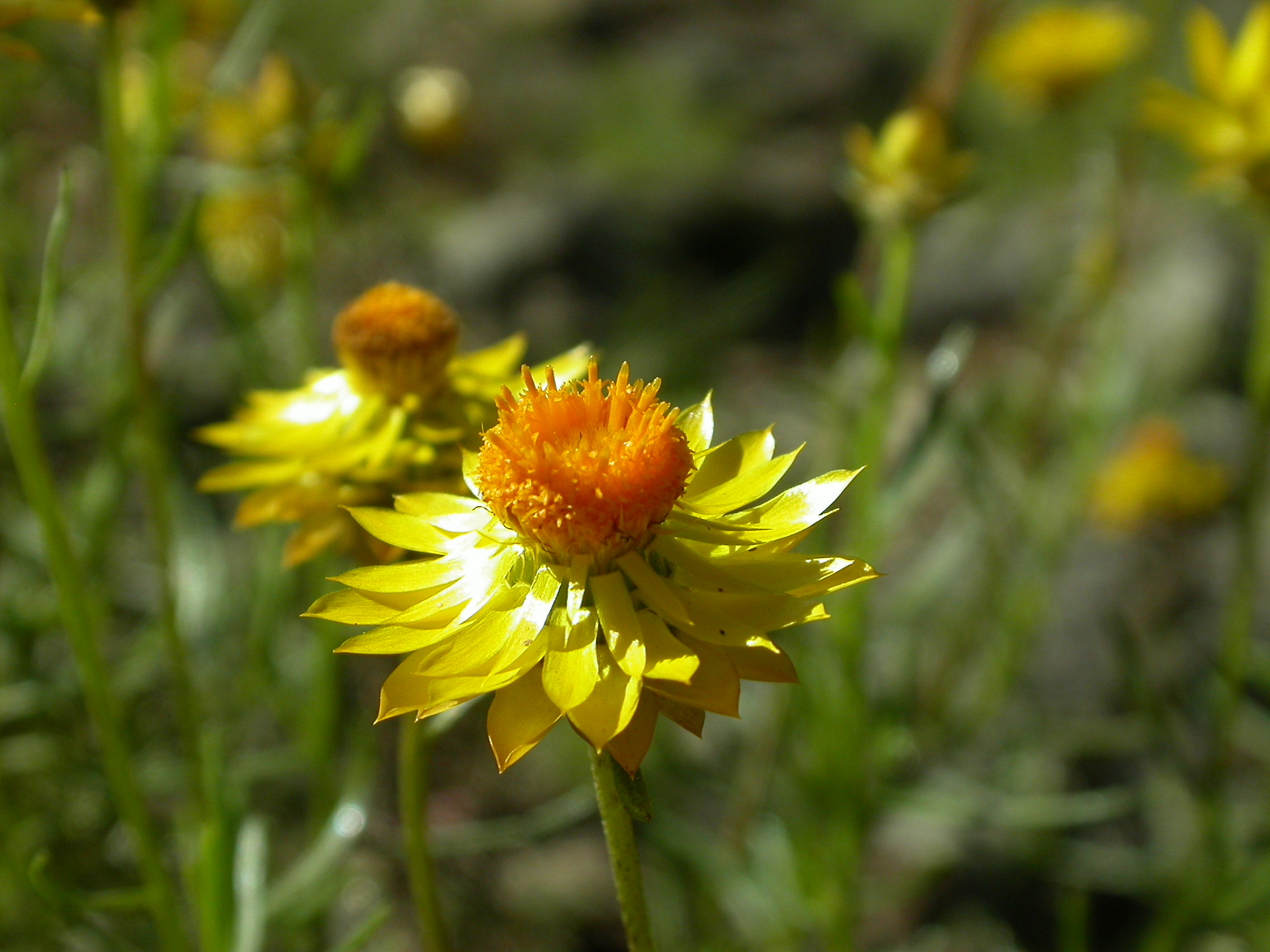
Xerochrysum viscosum.

Dans la nature, Xerochrysum bracteatum se distingue de Xerochrysum bicolor en Tasmanie par ses feuilles plus larges et ses poils arachnéens sur les tiges, et de Xerochrysum macranthum en Australie-Occidentale par la couleur du capitule ; cette dernière espèce a des capitules blancs tandis que ceux de Xerochrysum bracteatum sont jaune d'or. Xerochrysum subundulatum des régions  alpines et subalpines de Nouvelle-Galles du Sud, Victoria et Tasmanie est  rhizomateuse, et a des bractées orange nettement pointues. L'espèce d'Australie orientale, Xerochrysum viscosum se distingue par ses feuilles rugueuses et collantes.

## Distribution et habitat

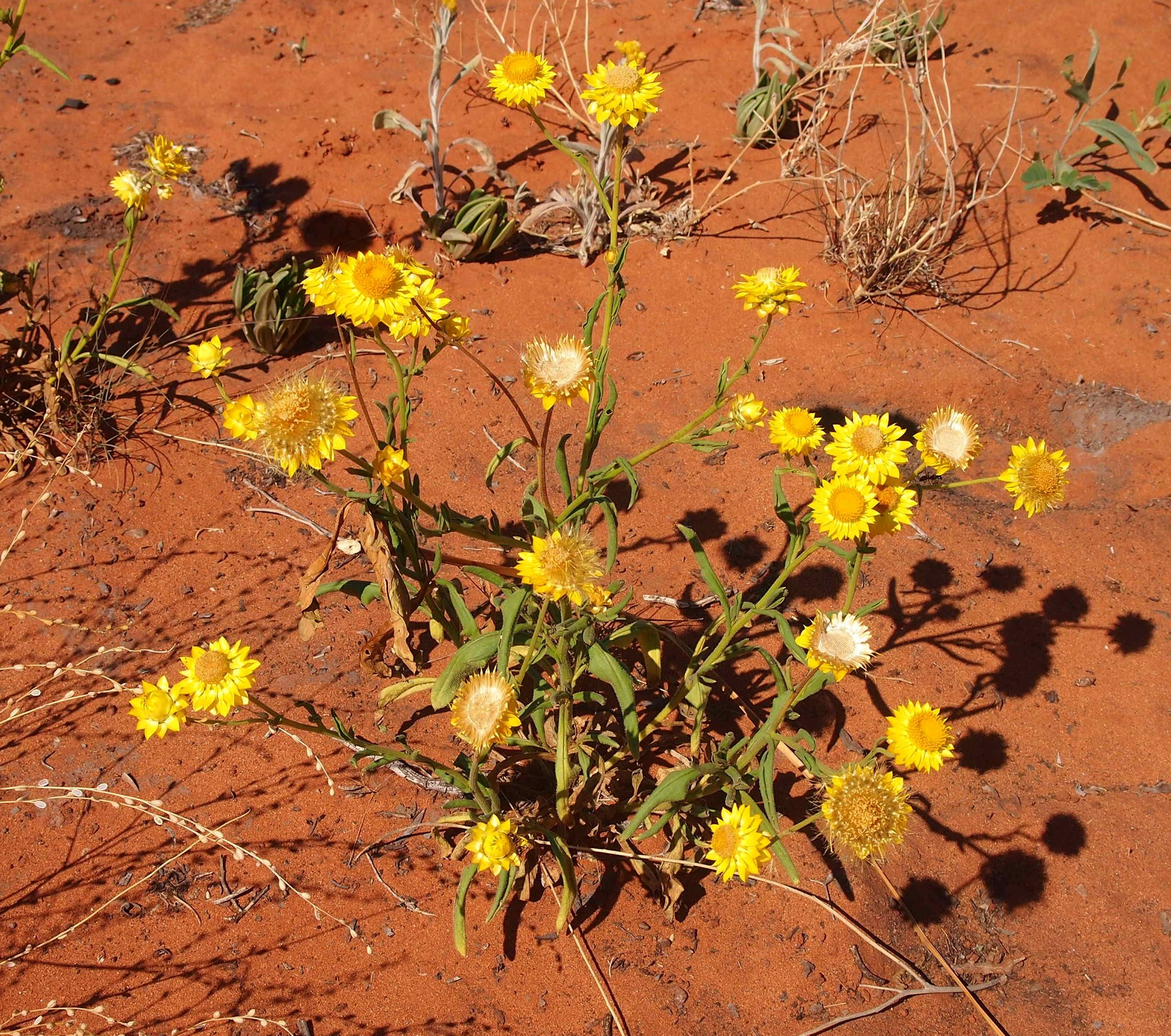
Xerochrysum bracteatum est capable de développer son cycle de vie complet dans des sols pauvres, comme les dunes.

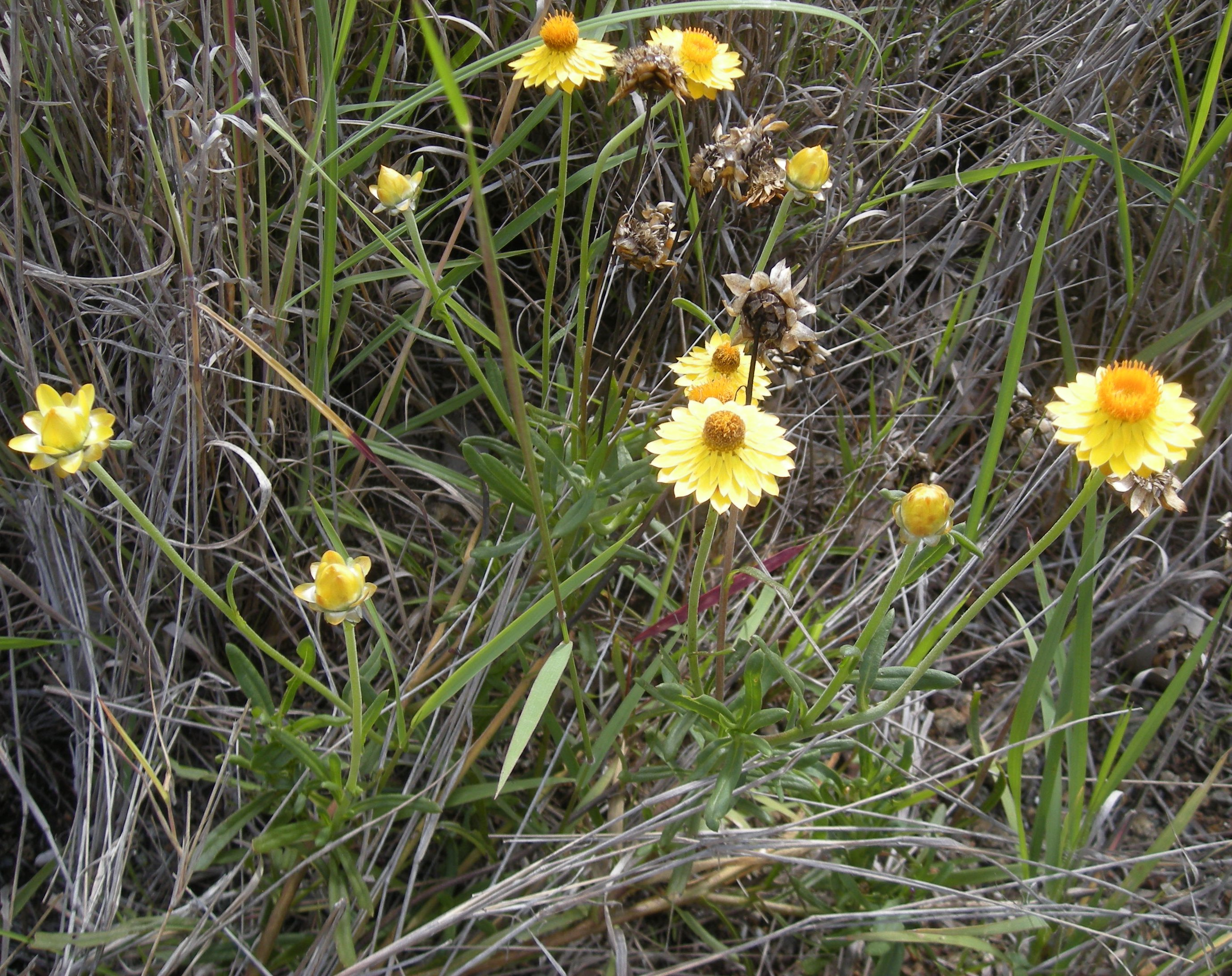
Forme sylvestre de Xerochrysum bracteatum dans le Parc national des grottes du Mont Etna dans le Queensland.

L'aire de répartition originelle de Xerochrysum bracteatum s'étend dans tous les États et territoires du continent australien, ainsi qu'en Tasmanie. Espèce très répandue, on la rencontre du Queensland septentrional à l'Australie-Occidentale et dans tous les habitats, à l'exception des zones densément ombragées. Elle pousse comme une plante annuelle dans des plaques de sable rouge en Australie centrale, répondant rapidement aux épisodes de pluie pour terminer son cycle de vie. Elle est commune parmi les affleurements granitiques du sud-ouest de l'Australie-Occidentale et se rencontre sur des sols plus lourds et plus fertiles, à base de basalte, de schiste, ou de calcaire, dans la région de Sydney, généralement dans les zones où la nappe phréatique est haute. Les espèces associées dans le bassin de Sydney comprennent le gommier pilularis (Eucalyptus pilularis) en forêt ouverte, et des arbustes tels que Empodisma minus et Baloskion australe dans les zones marécageuses. Cette plante pousse également dans des sols perturbés, le long des routes et dans les champs de la région de la Nouvelle-Angleterre aux États-Unis.

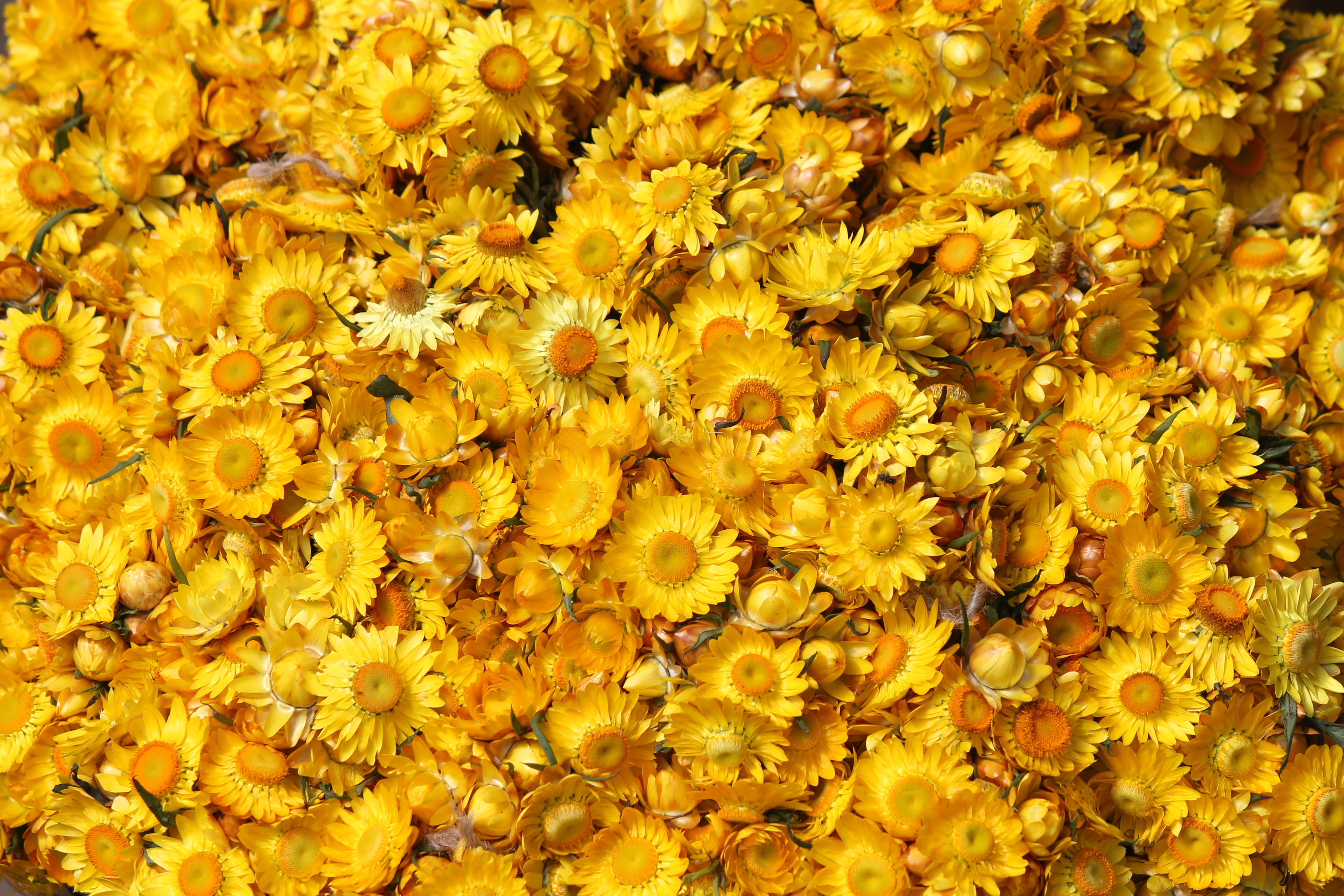
Xerochrysum bracteatum, fleurs immortelles d'Ooty en Inde.

## Biologie

### Exigences édapho-climatiques
Xerochrysum bracteatum est une espèce qui présente une meilleure croissance en sols acides avec un  pH de 5,5 à6,3, avec des teneurs relativement faibles en phosphore, et bien drainés.
Xerochrysum bracteatum est une plante héliophile qui nécessite une forte exposition au soleil. Des expériences réalisées au Waite Research Institute (WRI) de l'université d'Adélaïde ont montré une réponse possible à la photopériode : la production de fleurs est liée à l'augmentation de la durée du jour et, en général, les plantes produisent plus de fleurs de décembre à mars. En dehors de cette période, on pourrait augmenter la production de fleurs en adaptant les dates de plantation ou en modifiant artificiellement le niveau de luminosité.

### Pollinisation et dispersion
Les bractées aux couleurs vives de Xerochrysum bracteatum remplissent la fonction qui est habituellement celle des pétales, en attirant des insectes tels que les  syrphes, les abeilles indigènes et les petits coléoptères qui pollinisent les fleurons tubulaires. Les sauterelles visitent également les capitules.
Dans une étude sur le degré d'attraction exercé sur le bourdon terrestre (Bombus terrestris) par les fleurs de différentes espèces de plantes indigènes ou introduites sur le territoire australien, Xerochrysum bracteatum s'est avéré être la deuxième espèce dans l'ordre des préférences de l'insecte.

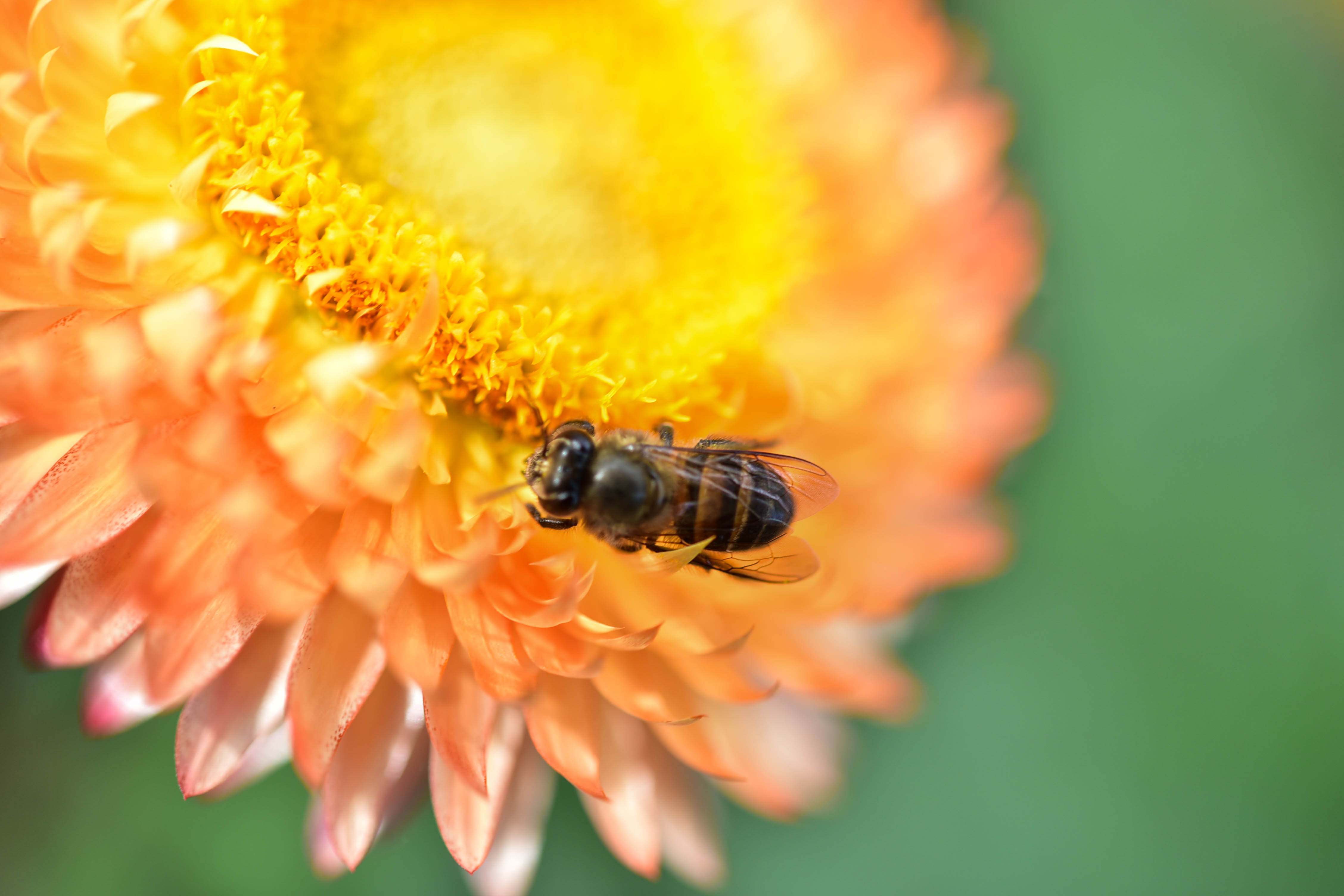
Pollinisation de Xerochrysum bracteatum.

Les petits fruits sont  dispersés par le vent. La germination des graines se produit sans aucune exigence de prétraitement, dans une période peu variable selon les auteurs : 3 à 20 jours, 8 à 9 jours ou 1 à 2 semaines à 21–24 °C.. Le pourcentage de germination augmente considérablement après un incendie ou dans des sols perturbés

### Ravageurs et maladies

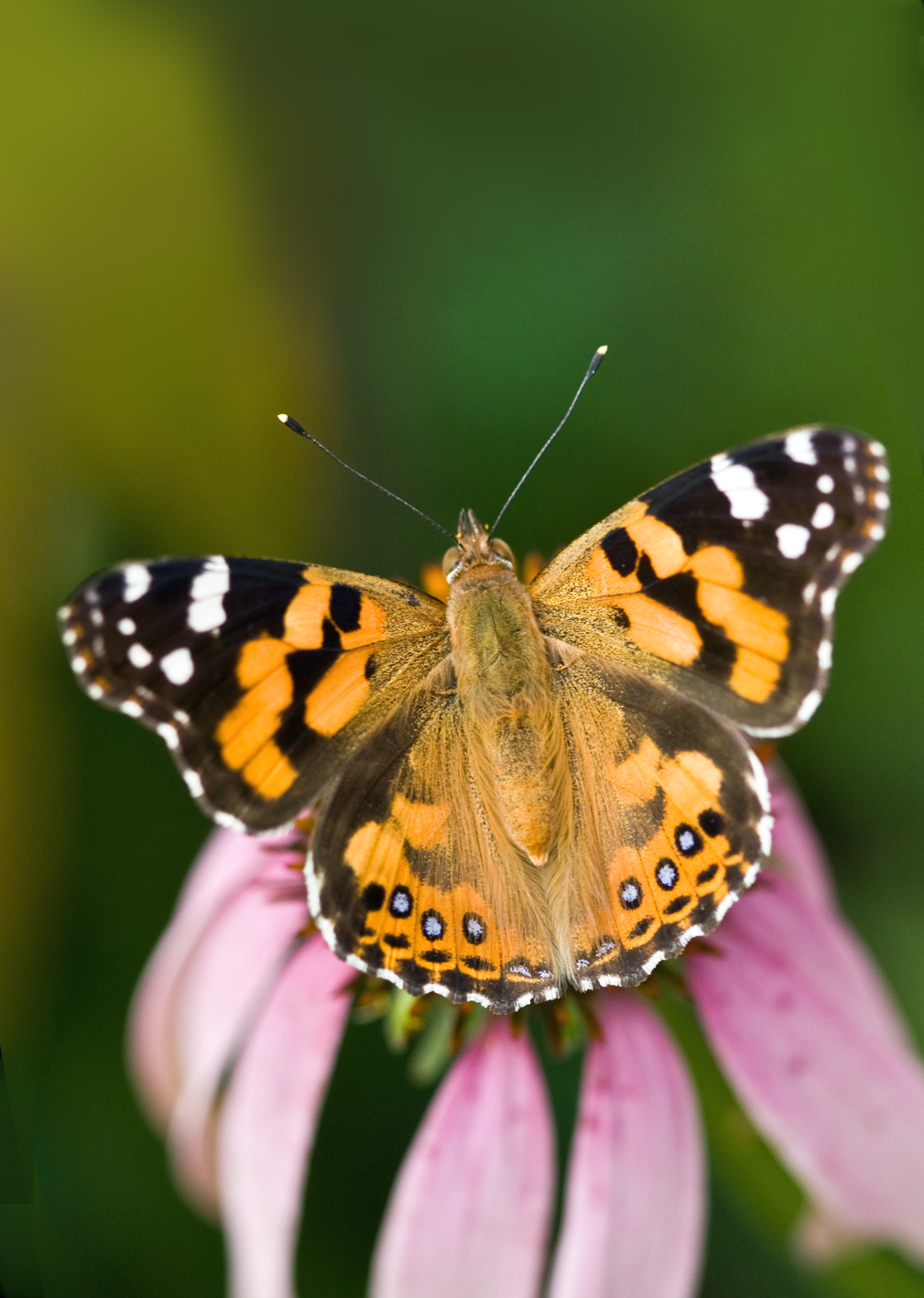
Spécimen adulte de Vanessa kershawi. Ses chenilles s'alimentent de diverses Asteraceae, dont Xerochrysum bracteatum.

Les chenilles de Tebenna micalis ont été signalées sur cette espèce, tout comme celles Vanessa kershawi (papillon appelé Australian Painted Lady en anglais).
Le  nématode à galles (Meloidogyne incognita) attaque  les racines, provoquant la formation de galles, ce qui entraîne la morbidité ou la mort de la plante.
En Italie et en Californie, des cultures commerciales ont été infectées par une espèce de pseudo-champignons oomycètes, Bremia lactucae. En 2002, sur la côte ligurienne, une infection généralisée de plusieurs cultivars, les plus gravement touchés étant 'Florabella Pink' et, dans une moindre mesure, 'Florabella Gold' et 'Florabella White', a entraîné la formation de cloques et le développement de lésions chlorotiques sur les feuilles, avec des taches blanches sur la face inférieure, en particulier dans les zones mal ventilées.
Une épidémie de mildiou s'est déclarée dans des cultures de Xerochrysum bracteatum dans le comté de San Mateo en Californie en 2006, au cours de laquelle les feuilles ont présenté de grandes lésions chlorotiques.
En République tchèque, une infection par des  phytoplasmes a causé des dégâts aux cultures de Xerochrysum bracteatum entre 1994 et 2001, en provoquant divers symptômes : nanisme, coloration bronze et rougeâtre des feuilles, suivie de nécrose foliaire,  prolifération de pousses secondaires et malformations des capitules. L'incidence de la maladie variait entre 2 et 70 %, provoquant même la mort de plantes aux stades avancés de la maladie. On a déterminé par la technique  PCR que l'agent pathogène était uniforme et indiscernable du sous-groupe 16SrI-B du complexe de phytoplasmes qui cause la jaunisse de l'aster.

## Taxinomie
Le botaniste français, Étienne Pierre Ventenat, a décrit l'espèce sous le nom de Xeranthemum bracteatum et l'a publié en 1903 dans son ouvrage Jardin de Malmaison, livre commandé par la première épouse de Napoléon, Joséphine de Beauharnais  pour cataloguer les plantes rares qu'elle avait récoltées et cultivées dans les jardins du château de Malmaison.
Henry Cranke Andrews l'a transféré en 1805 dans le genre Helichrysum sur la base de la morphologie du réceptacle et la plante est restée connue sous le nom d'Helichrysum bracteatum pendant de nombreuses années. Leo Henckel von Donnersmarck l'a décrite sous le nom de Helichrysum lucidum en 1806,  Christiaan Hendrik Persoon sous celui de Helichrysum chrysanthum en 1807.
Elle reçut le nom de Bracteantha bracteata en 1991 lorsque Arne Anderberg et Laurie Haegi ont placé les espèces de plantes  du grand genre Helichrysum, connues sous le nom de « strawflowers » dans un nouveau genre,  Bracteantha, désignant Bracteantha bracteata comme espèce-type.
Cependant, ils ignoraient que le botaniste russe, Nikolai Tzvelev, avait déjà placé Xerochrysum bracteatum dans un nouveau genre, Xerochrysum,  alors  monotypique, l'année précédente.

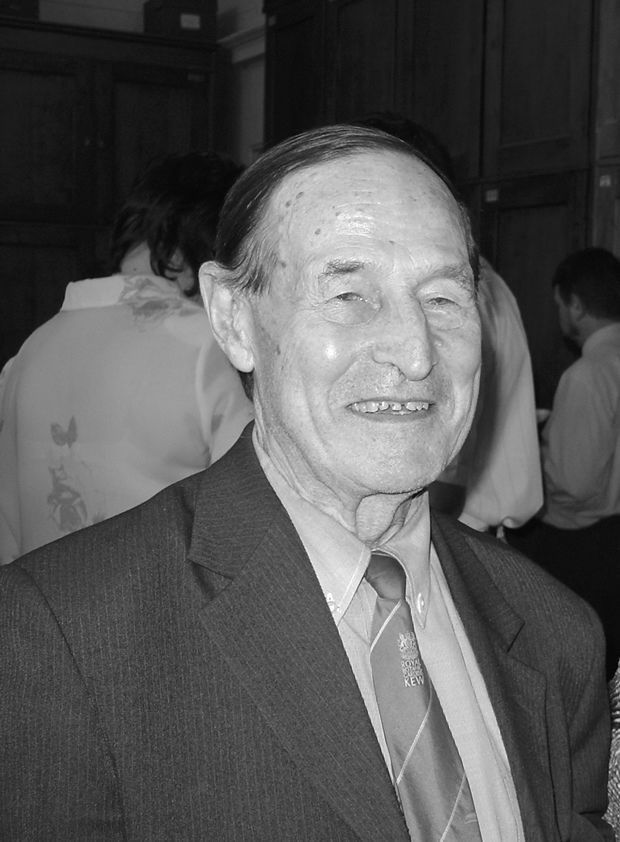
Le botaniste russe, Nikolaï Nikolaïevitch Tzvelev, a donné à la plante le nom scientifique de Xerochrysum bracteatum, qui est son nom actuel.

La confusion a duré pendant une décennie, le terme « Bracteantha » étant utilisé dans la littérature et le commerce horticole jusqu'à ce qu'il soit décidé en 2002 que le nom de Xerophytum prévalait. 
Xerochrysum bracteatum est une espèce très variable et peut représenter un complexe d'espèces cryptiques. En revanche, l'espèce de Tasmanie, Xerochrysum bicolor, pourrait être combinée avec Xerochrysum bracteatum  à l'occasion d'une future révision  taxinomique.
Xerochrysum bracteatum et les espèces apparentées appartiennent à la tribu des Gnaphalieae, vaste tribu au sein de la famille des  Asteraceae. Cependant, une étude de phylogénétique moléculaire des Gnaphalieae réalisée en 2002 a indiqué que le genre Xerochrysum est probablement polyphylétique, et que les deux espèces échantillonnées, Xerochrysum bracteatum et Xerochrysum viscosum, ne sont pas étroitement apparentées. Xerochrysum bracteatum a été signalé comme pouvant s'hybrider  avec Xerochrysum viscosum et Xerochrysum papillosum en culture, et peut-être aussi avec  Coronidium elatum et Coronidium boormanii.

### Noms vernaculaires
En Angleterre, Xerochrysum bracteatum est connue sous le nom populaire de « strawflower », tandis qu'en Australie, l'espèce est connue sous le nom d' « everlasting » ou « paper daisy ». Le nom français  d'« immortelle » a été appliqué à la plante au XIXe siècle. En français, elle est connue actuellement sous le nom d'« immortelle à bractées ». 
En espagnol, la plante a reçu différents noms vernaculaires utilisés commercialement, parmi lesquels les plus utilisés sont  « siempreviva », « siempreviva dorada», « flor de papel », «inmortal » ou « oropeles». En italien on la connaît sous le nom commun de « elicriso lucido », « fior di carta », ou  fiore di paglia , et en portugais, « sempre-viva » ou « flor-de-palha ».

### Synonymes
Selon Plants of the World Online (POWO)  : 
- Aphelexis spectabilis Hereman
- Bracteantha bracteata (Vent.) Anderb. & Haegi
- Gnaphalium acuminatum Link
- Gnaphalium banksii Sch.Bip.
- Gnaphalium chrysanthum Sch.Bip.
- Gnaphalium glabratum Sch.Bip.
- Gnaphalium macranthum Sch.Bip.
- Gnaphalium macrocephalum Sch.Bip.
- Gnaphalium papillosum Poir.
- Helichrysum acuminatum (Link) Sweet
- Helichrysum banksii A.Cunn. ex DC.
- Helichrysum bracteatum Andrews
- Helichrysum bracteatum var. albidum DC.
- Helichrysum bracteatum var. angustifolium Guilf.
- Helichrysum bracteatum var. atrococcineum L.H.Bailey
- Helichrysum bracteatum var. atrosanguineum L.H.Bailey
- Helichrysum bracteatum var. chrysanthemum DC.
- Helichrysum bracteatum var. chrysanthum

```
DC.
```

- Helichrysum bracteatum var. eriopodum DC.
- Helichrysum bracteatum var. incurvum T.Moore
- Helichrysum bracteatum var. normale Siebert & Voss
- Helichrysum bracteatum var. normalis (F.Muell.) Domin
- Helichrysum chrysanthum Pers.
- Helichrysum compositum Anon.
- Helichrysum glabratum DC.
- Helichrysum lucidum Henck.
- Helichrysum lucidum var. normalis F.Muell.
- Helichrysum macrocephalum A.Cunn. ex DC.
- Helichrysum monstruosum Anon.
- Helichrysum niveum Graham
- Xeranthemum bracteatum Vent. (basionyme[39])

### Sous-espèces
Selon World Register of Marine Species (6 janvier 2021) :
- Xerochrysum bracteatum subsp. barringtonense Paul G.Wilson
- Xerochrysum bracteatum subsp. bracteatum

## Culture

### Histoire de la culture de l'immortelle à bractées

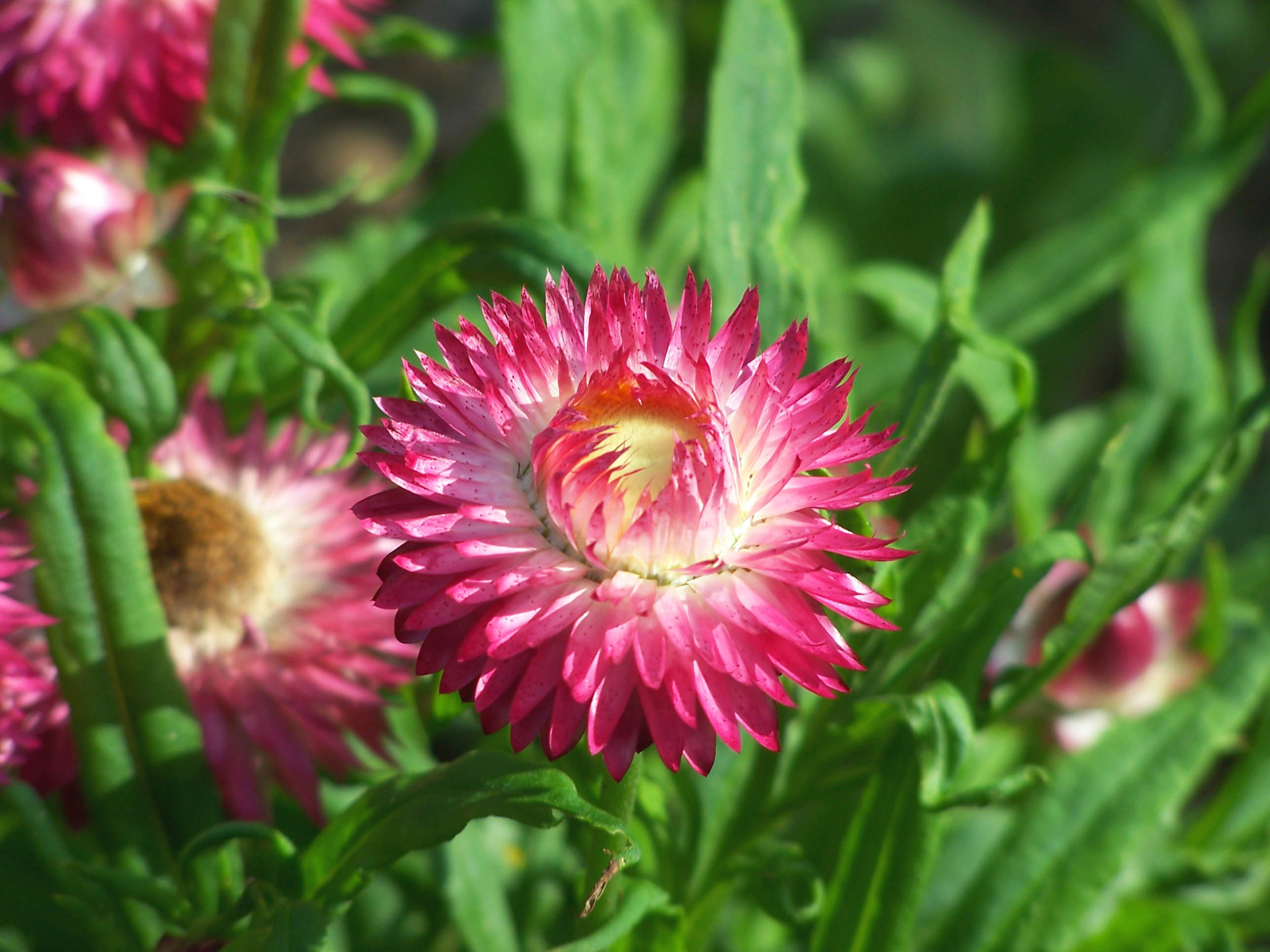
Cultivar européen coloré.

Xerochrysum bracteatum a été introduite en  culture en Angleterre dès 1791. L'horticulteur allemand, Herren Ebritsch, a obtenu du matériel et l'a cultivé dans sa pépinière à Arnstadt près d'Erfurt en Allemagne. Il a sélectionné et vendu des cultivars de différentes couleurs allant du bronze au blanc en passant par le violet, qui se sont répandus en Europe dans les années 1850. Les bractées de ces premières formes avaient tendance à rester en forme de coupe autour du capitule plutôt que de s'aplatir comme les formes australiennes indigènes. Il s'agissait également de formes annuelles plutôt que pérennes. Beaucoup ont reçu des noms de cultivars tels que 'Atrococcineum' (capitules écarlate foncé), 'Atrosanguineum' (capitules rouge sang foncé), 'Aureum' (capitules jaune d'or), 'Bicolor' (capitules jaunes à pointe rouge) , 'Compositum' (grands capitules multicolores), 'Macranthum' (grands capitules blancs bordés de rose) et 'Monstruosum' (capitules avec de nombreuses bractées), bien qu'aujourd'hui ils soient généralement vendus en graines mélangées pour la culture annuelle. 
On pense que certaines formes colorées d'Helichrysum sud-africain ont été introduites dans le programme de sélection, ce qui a abouti à une vaste gamme de couleurs. Xerochrysum bracteatum est l'une des nombreuses espèces qui sont devenues populaires auprès des monarchies et de la noblesse européennes à partir du début du XIXe siècle, mais ont été peu remarquées en Australie jusqu'aux années 1860, lorsqu'elles ont pris de l'importance dans les jardins australiens.

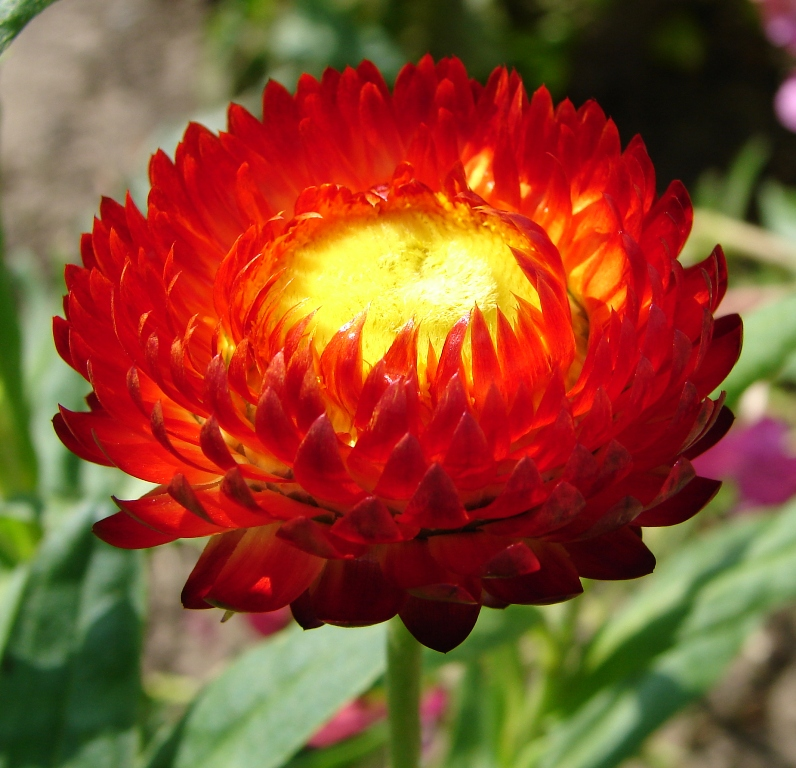
Cultivar à fleurs rouge orangé.

La plupart des cultivars mis en culture en Australie à la fin du XXe siècle sont des plantes vivaces. 'Dargan Hill Monarch' est le premier d'entre eux, et beaucoup d'autres ont suivi. Fleurissant à profusion, ces cultivars existent en de nombreuses couleurs, notamment le blanc, le jaune, l'orange, le bronze, le rose et le rouge. Leur durée de vie commerciale est généralement d'environ trois ans.
La société Aussie Winners, basée dans le Queensland, propose une gamme de plantes compactes allant de l'orange au blanc, connues sous le nom de Sundaze. Les plantes de cette série ont généralement des feuilles plus grandes. 
Cette gamme a remporté le « Gran premio d'oro » au salon Euroflora de Genève en 2001, pour la meilleure nouvelle série de plantes des trois années précédentes. 'Florabella Gold', membre de la série Florabella, a remporté le prix de la meilleure nouvelle plante en pot (végétative) au concours de la Society of American Florists de 1999. Les cultivars 'Wallaby' sont une gamme de formes plus hautes avec des feuilles étroites et des fleurs blanches, jaunes ou roses. Les autres gammes commerciales comprennent la série 'Nullarbor' et les variétés de la Fédération du Queensland (Queensland Federation daisies), notamment 'Wanetta Sunshine' et 'Golden Nuggets'.

### Pratiques culturales
Xerochrysum bracteatum est facile à cultiver à la fois à partir de graines et de boutures, bien que les cultivars nommés ne poussent que par boutures. Les plantes bénéficient de l'élagage de la végétation ancienne en hiver pour permettre une nouvelle croissance au printemps. L'élimination des capitules fanés favorise la production de nouvelles fleurs. Les graines fraîches germent en 3 à 20 jours et ne nécessitent aucun traitement spécial. Les plantes sont sensibles à la  carence en fer, qui se manifeste sous la forme d'un jaunissement (chlorose) des plus jeunes feuilles tandis que les nervures des feuilles restent vertes
Xerochrysum bracteatum peut être cultivée dans de grands pots ou des jardinières, et est une bonne plante pionnière dans le jardin jusqu'à ce que d'autres plantes s'établissent. Les cultivars à croissance plus lente conviennent aux paniers suspendus et aux plantations en bordure. Les fleurs attirent les papillons dans les jardins. Les fleurs séchées durent longtemps, jusqu'à quelques années, et sont utilisées dans les compositions florales et l'industrie des fleurs coupées. Des formes plus robustes à tige plus longue sont utilisées dans le secteur commercial de la fleur coupée. Le principal facteur limitant la durée de vie des fleurs séchées est le flétrissement des tiges, de sorte que dans les arrangements ont les soutient parfois à l'aide de fils métalliques. L'immersion des fleurs dans du glycérol ou du polyéthylène glycol allonge également leur durée de vie.

### Cultivars
- 'Bright Bikini' a remporté le Award of Garden Merit de la Société royale d'horticulture[52],[53]

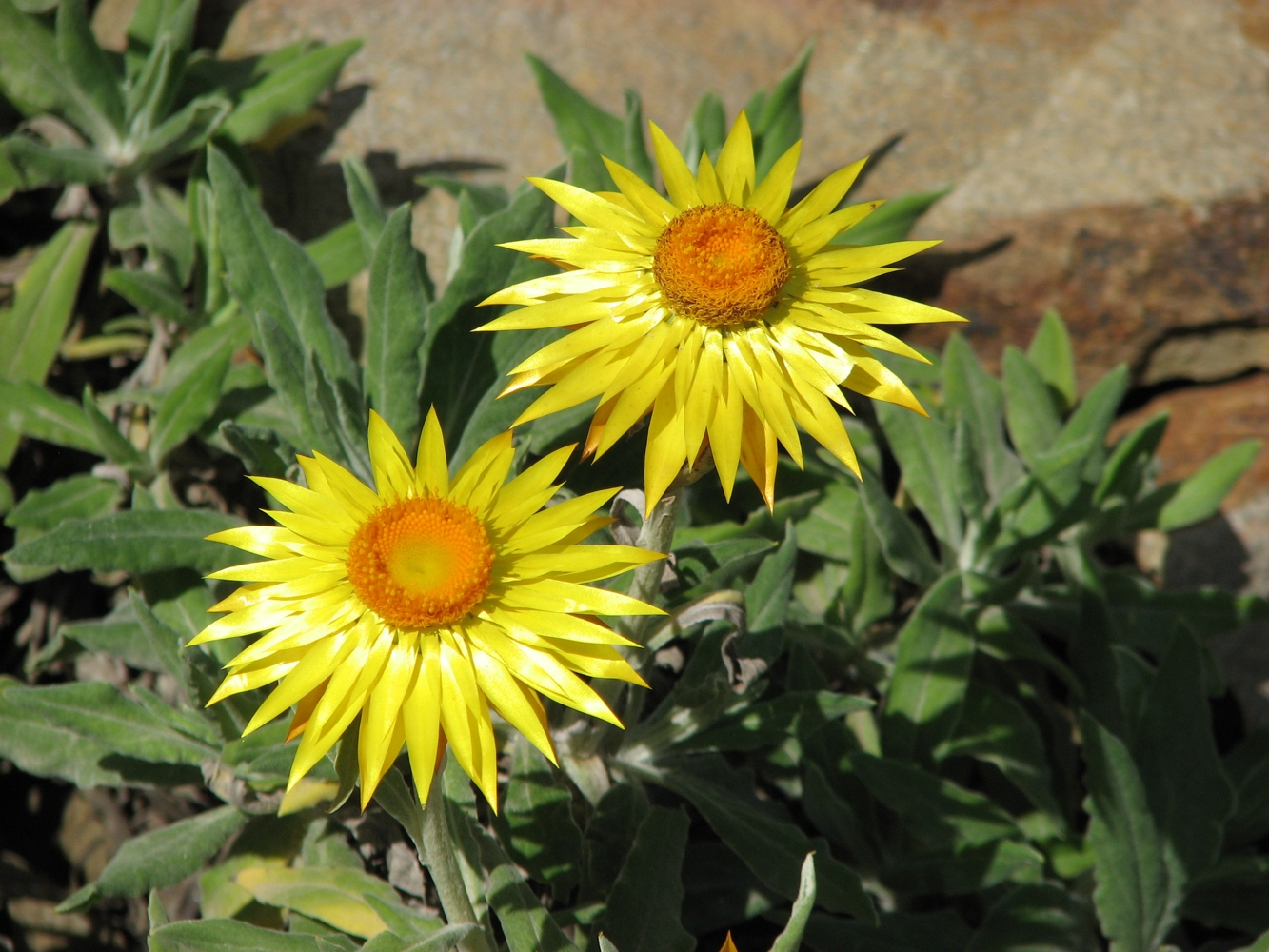
'Dargan Hill Monarch'.

- 'Dargan Hill Monarch' est une forme naturelle collectée en mai 1961 à environ 1,6 km à l'intérieur des terres près de Cunninghams Gap, dans le sud du Queensland, et enregistrée en février 1977. C'est un arbuste bas et pérenne de 60 à 80 cm de haut et 1,5 m de diamètre. Le feuillage est gris et les grandes fleurs, de couleur jaune doré, mesurent de 7 à 9 cm de diamètre[54]. Ce cultivar préfère une exposition ensoleillée et un drainage correct. Il se reproduit facilement par bouturage ou par semis, mais les plantules issues de semis peuvent différer des parents[43].
- 'Cockatoo' est  un hybride spontané entre 'Dargan Hill Monarch' et une forme vivace à fleurs blanches de Xerochrysum bracteatum, apparu à Ocean Grove près de Geelong (Victoria) dans le jardin d'un planteur, Doug McKenzie. Celui-ci a déposé une demande d'enregistrement auprès de l 'Australian Cultivar Registration Authority (ACRA), qui a été accordée en 1980. C'est un arbuste pérenne, dense, qui atteint environ 1 m de haut et de large. Les feuilles oblancéolées, longues de 6 à 12 cm, sont couvertes de poils fins qui leur donnent une teinte grisâtre. Des poils fins recouvrent également les tiges. Les capitules, d'un diamètre moyen de 7 cm, ont des bractées jaune citron clair et des disques orange. Ils sont portés par de longues tiges d'environ 12 à 15 cm au-dessus du feuillage. Comme toutes les formes, il préfère le plein soleil. Bien que vivace, ce cultivar perd de sa vigueur après quelques années, et il est alors préférable de le remplacer. Le nom « 'Cockatoo' » a été choisi car la forme et la couleur des fleurons des rayons rappellent les plumes des ailes du cacatoès à huppe jaune[55].
- 'Golden Bowerbird' est un hybride, obtenu par rétrocroisement de 'Cockatoo' et 'Dargan Hill Monarch' par Doug McKenzie, qui en a demandé l'enregistrement auprès de l'ACRA en 1980  (accordé en 1981). Il a des capitules plus gros que les deux parents, mais c'est un arbuste plus petit, qui atteint 40 cm de haut sur 70 cm de large. Plus dense que celui des autres formes, le feuillage est couvert de fins poils gris. Portés par des tiges à environ 10 cm au-dessus du feuillage, les capitules mesurent jusqu'à 9 cm de diamètre, les plus gros pouvant atteindre  10  cm. Ils ont environ 300 bractées par capitule, contre 80 pour 'Dargan Hill Monarch' et 200 pour 'Cockatoo', ce qui leur donne un aspect « double »[56]. Ce cultivar produirait moins de capitules que 'Princess of Wales'[57]
- 'Princess of Wales' est un hybride spontané, issu d'un croisement entre 'Dargan Hill Monarch' et une forme annuelle. Il a été obtenu à l'été 1983 par un employé des jardins botaniques nationaux australiens à Canberra, Peter Olleaw, qui a demandé son enregistrment auprès de l'ACRA en mars 1985[58]. Son nom est un hommage à Diana, princesse de Galles qui visita les jardins en novembre 1985[3], le même mois, l'inscription a été accordée[58]. Ce cultivar, au feuillage compact, atteint 60 cm de haut et de large. Contrairement à son parent, 'Dargan Hill Monarch', son feuillage a des poils uniquement sur la nervure médiane de la face inférieure de la feuille[58]. Il fleurit très abondamment[57] et les gros capitules sont portés par des tiges de 5 à 9 cm au-dessus du feuillage. Contrairement aux autres formes, les tiges se flétrissent et meurent naturellement après la floraison, laissant la place à de nouvelles pousses et de nouvelles fleurs[58]. Les capitules, jaune doré, mesurent 6 cm de diamètre[3].
- 'Diamond Head' est une forme naturelle collectée aux environs de Diamond Head en Nouvelle-Galles du Sud, où elle est assez commune sur les escarpements et les falaises. John Wrigley, conservateur des Jardins botaniques nationaux australiens à l'époque, a demandé à l'ACRA (Autorité australienne d'enregistrement des cultivars) de l'enregistrer, ce qui fut fait en février 1977[3]. Trouvé sur un promontoire exposé dans la nature, il se développe comme un arbuste vivace, tapissant, de 8 cm de haut et 60 cm de diamètre. Le feuillage est vert et rugueux et les fleurs, de 3 cm de diamètre, sont de couleur jaune avec un disque orange[59]. C'est une plante de rocaille idéale, facile à bouturer pendant la période de croissance printanière[60].

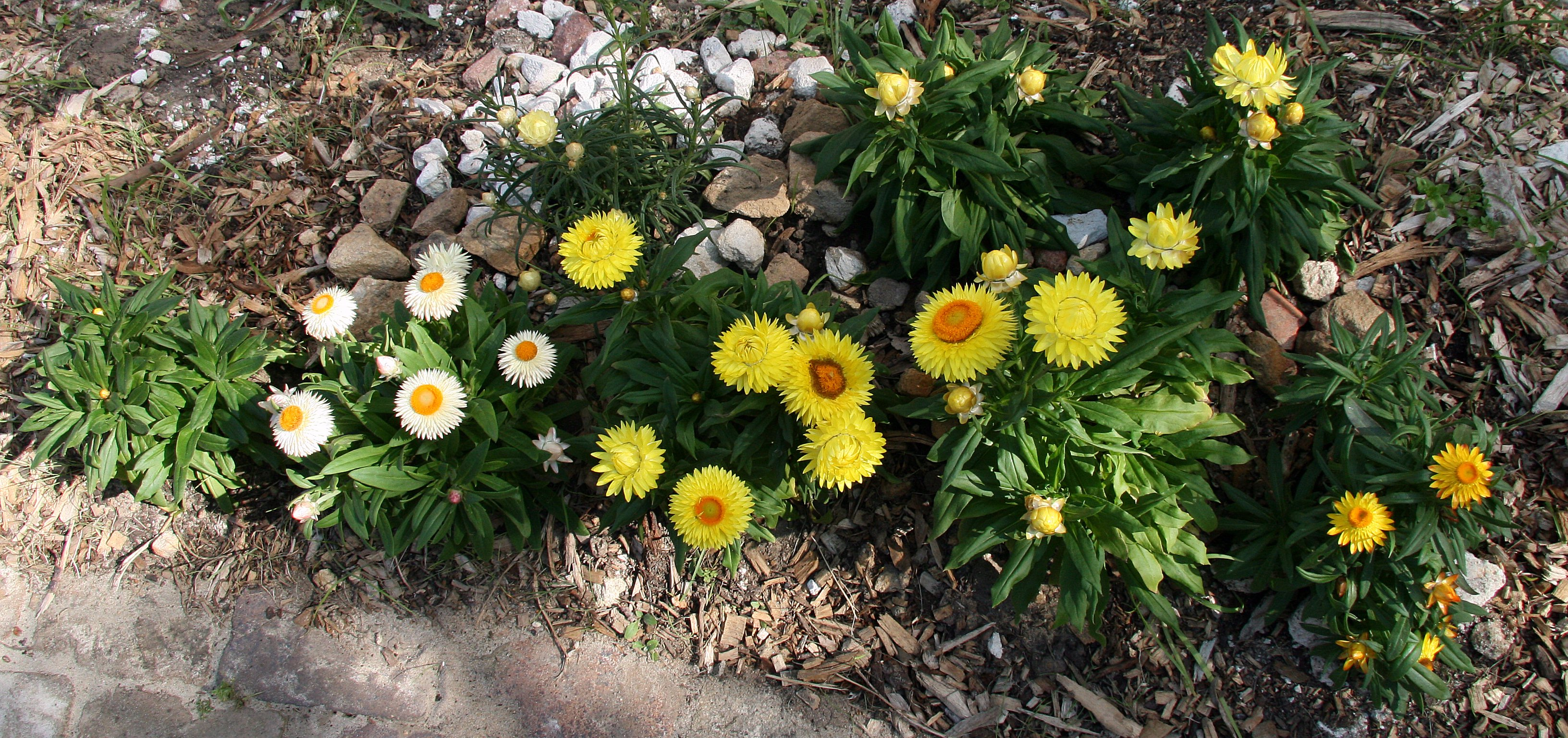
Cultivars colorés en culture : à partir de la gauche, 'Diamond Head' (plante basse non fleurie), suivi de 'Kimberley Sunset' (inflorescences de couleur crème). Au centre, quatre plants du cultivar 'Strawburst Yellow' (inflorescences jaunes, certaines plus ouvertes montrant leur disque orange), 'Mallee Sun' (plantes à feuilles et bourgeons minces). Enfin, à droite, 'Sundaze Dazette Mambo' (petites inflorescences de couleur beige).

- 'Hastings Gold' est une forme naturelle provenant de Hastings Point à l'est de Murwillumbah sur la côte nord de la Nouvelle-Galles du Sud. C'est une plante herbacée vivace au feuillage vert buissonnant atteignant 25 cm de haut et 70 cm de large. Les capitules jaune doré mesurent 5 cm de diamètre et sont portés par des tiges à 20 cm au-dessus du feuillage. Il est plus petit que 'Dargan Hill Monarch', de couleur similaire, et plus grand que 'Diamond Head'[61]
- 'Nullarbor Flame' est une sélection introduite en culture en 1997 qui produit d'abondantes fleurs rouges avec des disques jaunes et un diamètre de 4,5 cm. La plante atteint 50 à 70 cm de hauteur et 50 à 80 cm de largeur[62]
- 'Pink Sunrise' a été obtenu par les pépinières Goldup Nurseries à Victoria en 1986. D'origine inconnue, c'est vraisemblablement un hybride. C'est une plante vivace compacte qui atteint 30 cm de haut et 60 cm de large. Les capitules sont roses en bouton, avant de s'ouvrir en crème avec des disques orange[63].
- 'White Monarch' est un hybride de jardin spontané qui ressemble à 'Dargan Hill Monarch' mais avec des capitules blancs au disque orange mesurant jusqu'à 8 cm de diamètre[64].
- 'Lemon Monarch' ressemble à 'Cockatoo', mais ses capitules de couleur citron ont des bractées moins fournies[57]. Il a un feuillage touffu[65]
- 'Strawburst Yellow', brevetée sous le nom de 'Stabur Yel', est une forme aux grands capitules jaune vif d'environ 6,3 cm de diamètre. Résultat d'un programme de sélection prévu à Gilroy (Californie), il a été obtenu par Jason Jandrew de Goldsmith Seeds à partir d'une forme à fleurs jaune citron croisée avec une forme à fleurs jaunes en 2005. La pollinisation a eu lieu en mai, les graines résultantes ont été semées en septembre, et ce qui allait devenir le  clone a été choisi en décembre pour sa grande taille de fleur, sa couleur et son feuillage compact[66].
- 'Lemon Princess'est considéré comme un hybride entre Xerochrysum bracteatum et Xerochrysum  viscosum[67].

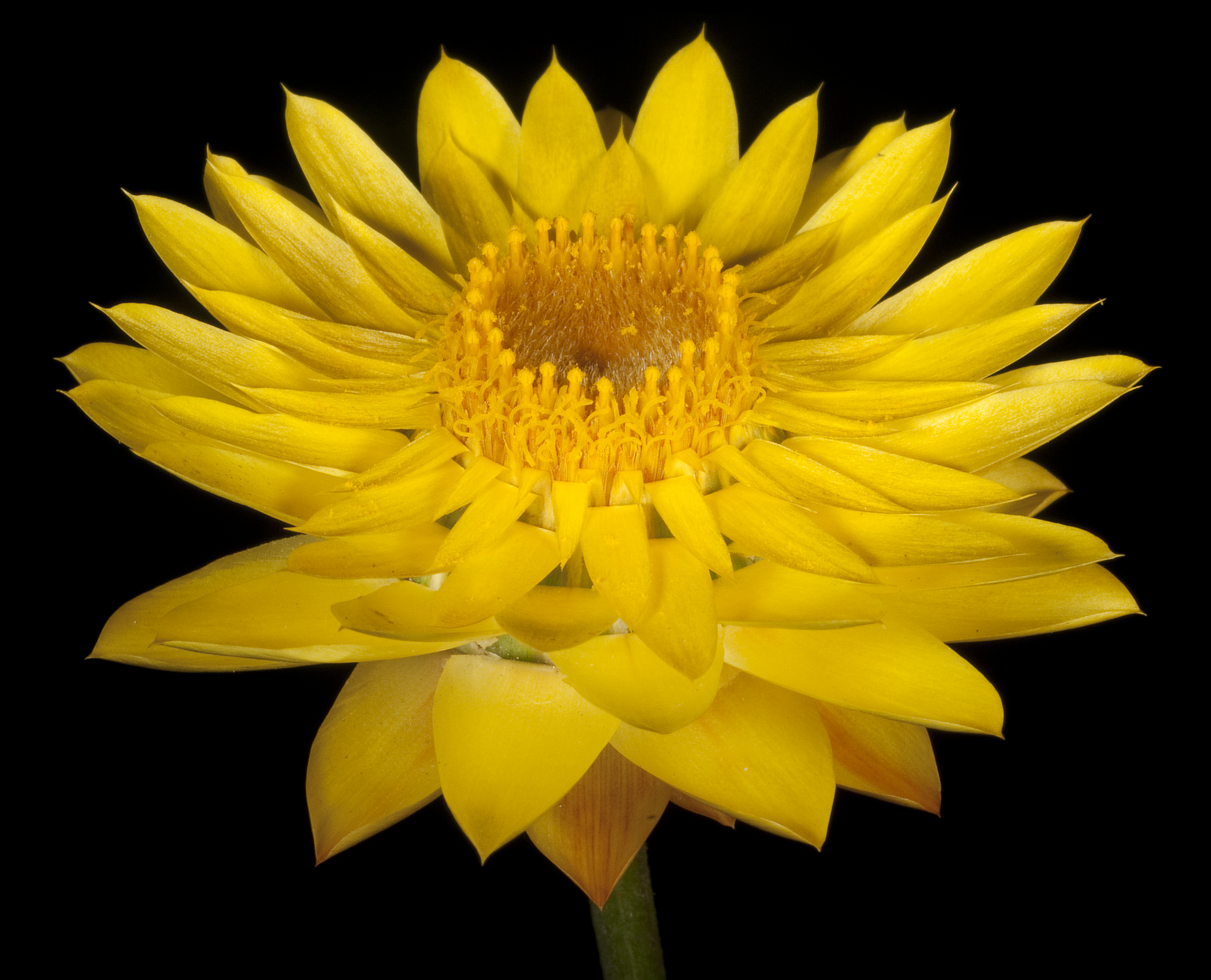
Cultivar à bractées jaunes.
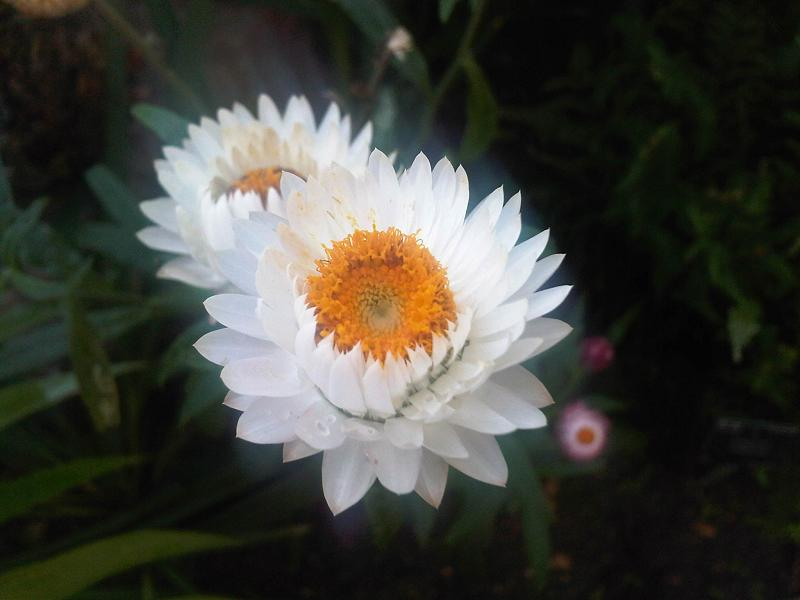
Cultivar à bractées blanches, aux jardins botaniques royaux de Kew.
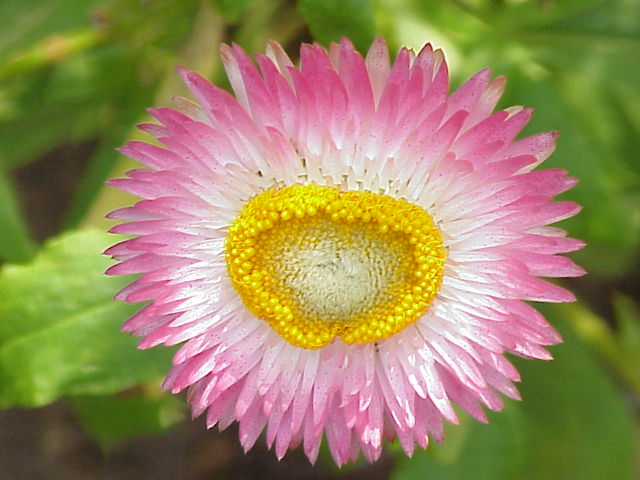
Cultivar à bractées blanc-rosé et disque central jaune.
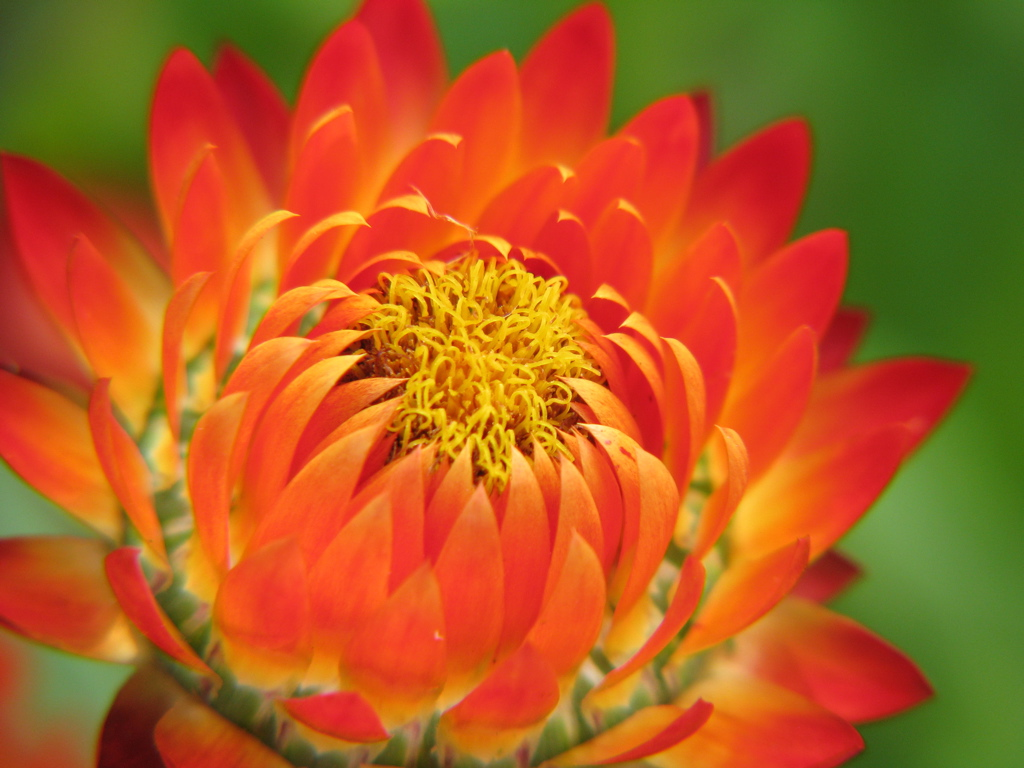
Cultivar à bractées  orange et disque central jaune.
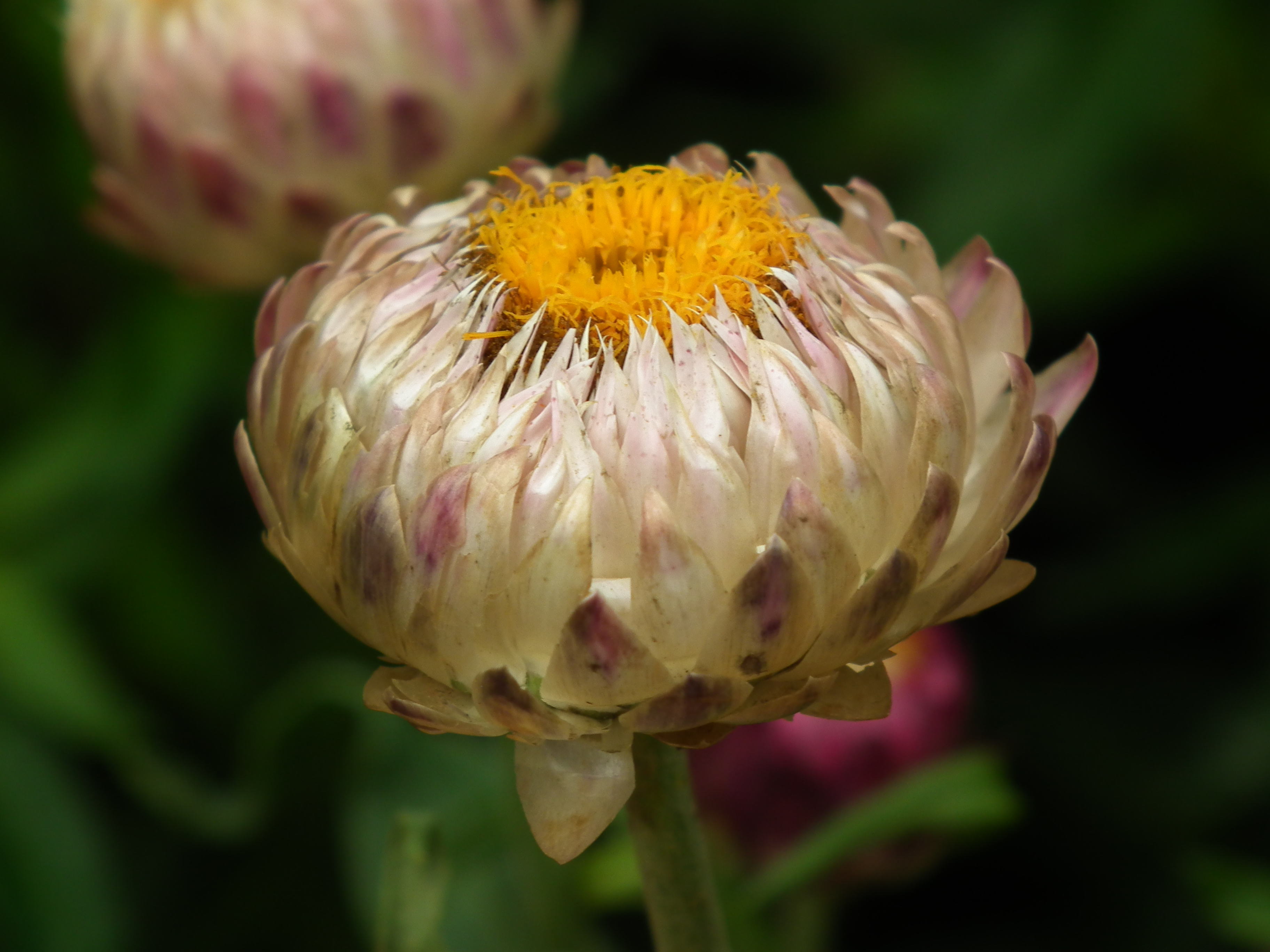
Cultivar à bractées blanchâtres.

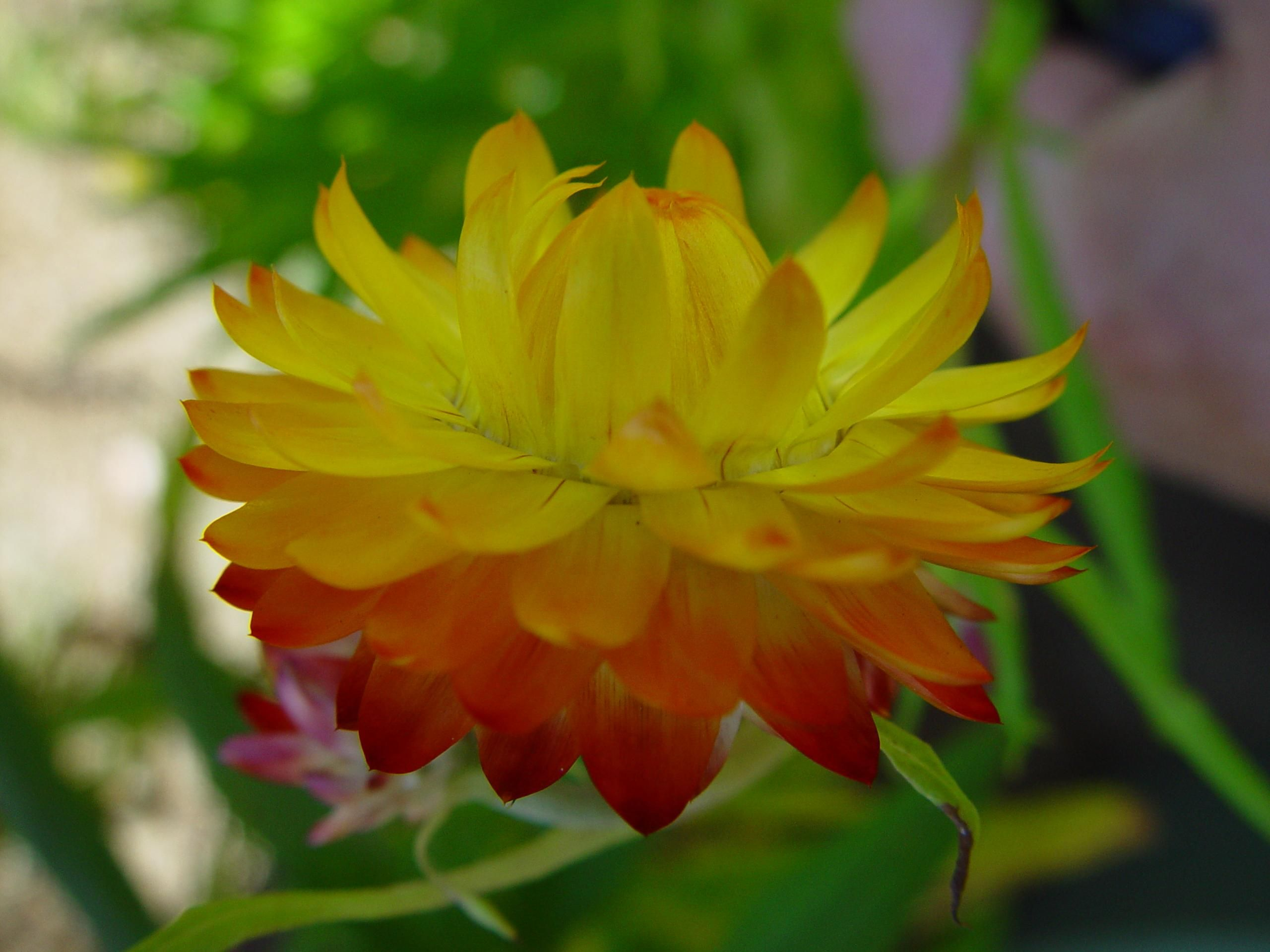
Cultivar aux bractées jaune-rougeâtre.
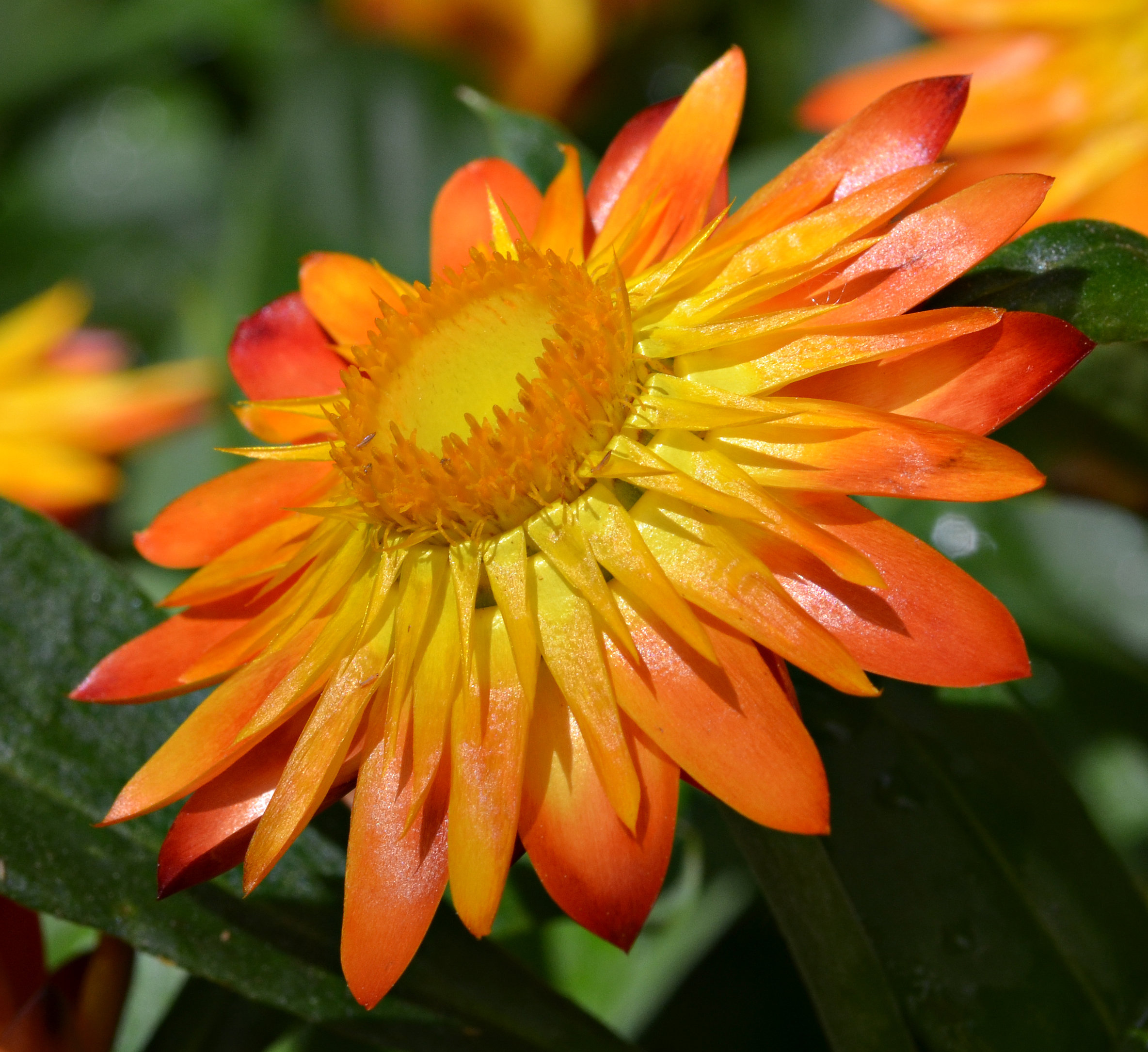
Cultivar 'Flobrafla', à bractées de couleur variant du jaune au rouge.
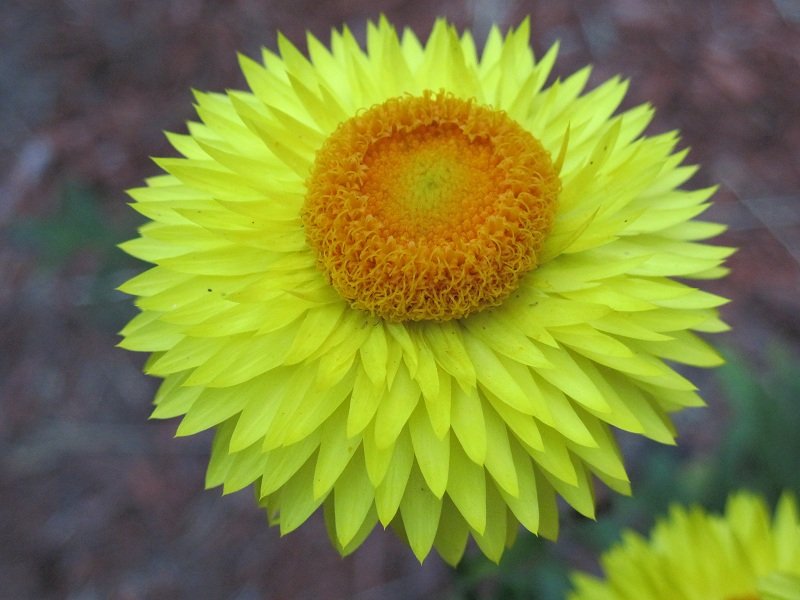
Cultivar à bractées jaune clair et disque central orange.
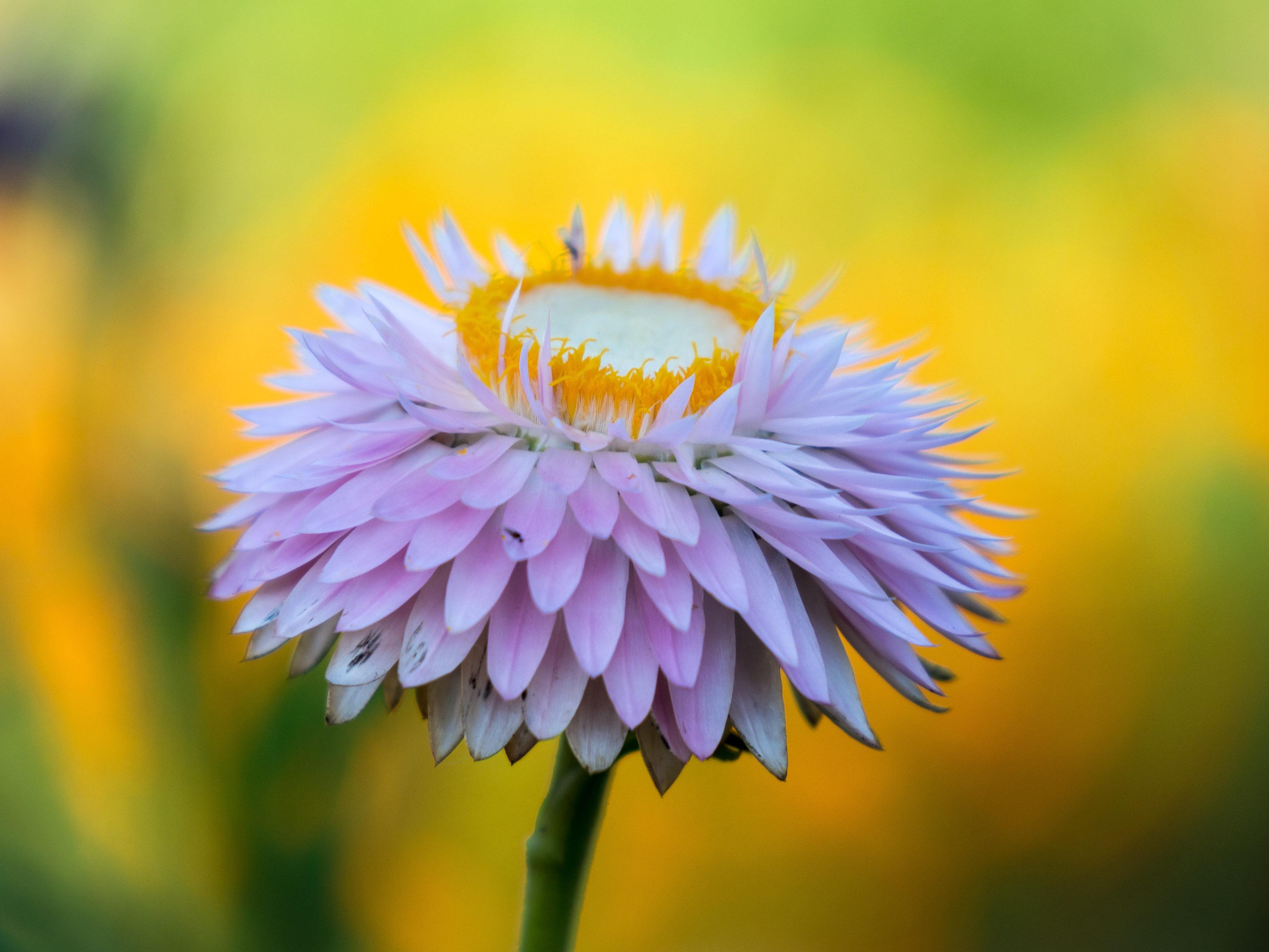
Cultivar à bractées rose-violet.
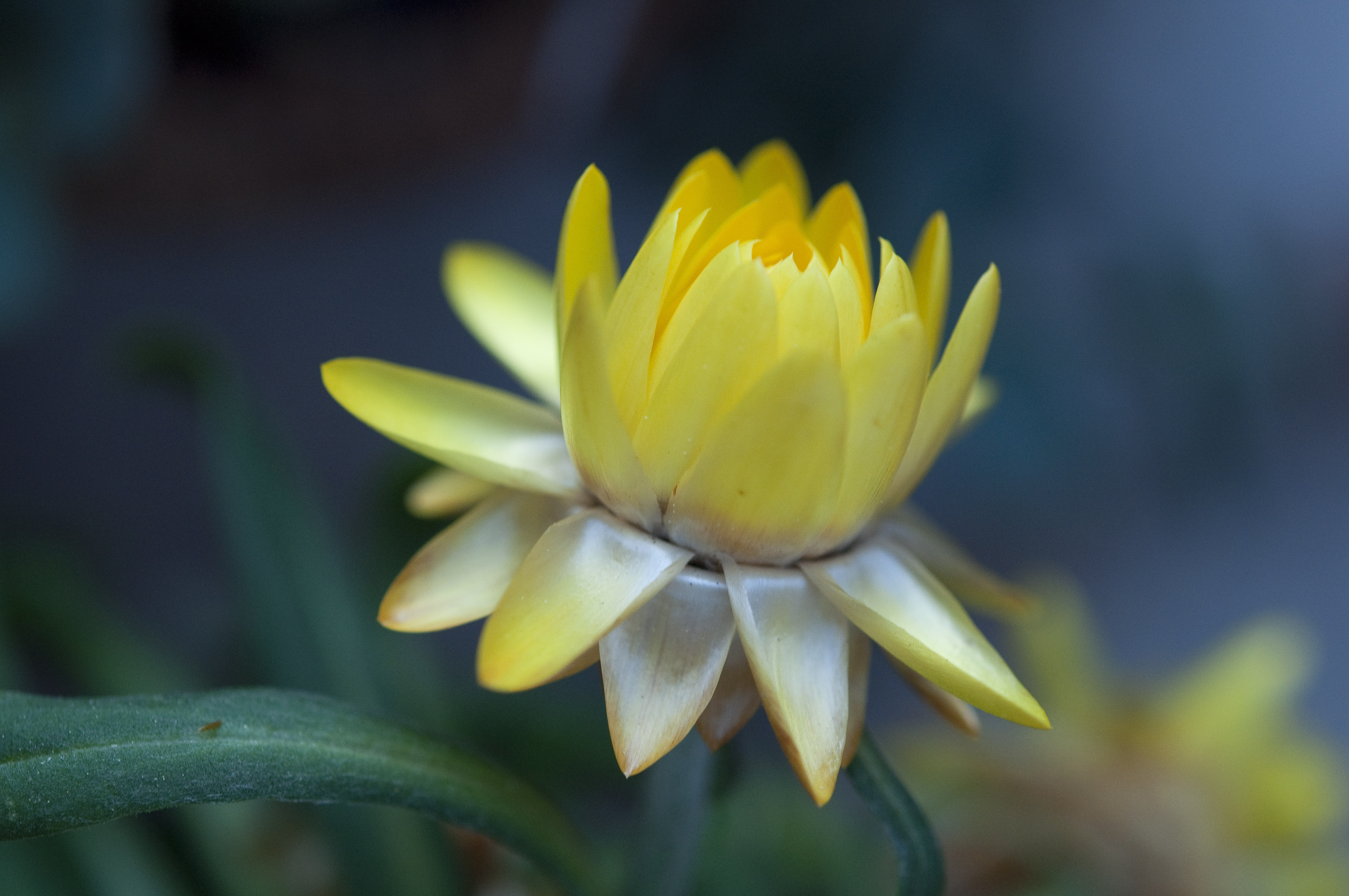
Ouverture des bractées, chez un cultivar jaune blanchâtre.